# Élections générales manitobaines de 2016
Les élections générales manitobaines de 2016 ont lieu le 19 avril 2016 afin d'élire les députés de la 41e législature de l'Assemblée législative de la province canadienne du Manitoba.
Après 17 ans au pouvoir, le Nouveau Parti démocratique de Greg Selinger est battu par le Parti progressiste-conservateur de Brian Pallister. Avec 40 sièges, les progressistes-conservateurs ont formé l'un des plus grands gouvernements majoritaires de l'histoire du Manitoba. Le Parti libéral, pour sa part, a remporté trois sièges mais la cheffe, Rana Bokhari, n'est pas élue.

## Organisation du scrutin

### Mode de scrutin
Les députés de l'Assemblée législative du Manitoba sont élus au scrutin majoritaire à un tour dans le cadre de 57 circonscriptions uninominales.

### Date
La Loi électorale prévoit que les élections doivent avoir lieu le premier mardi d'octobre de novembre dans la quatrième année qui suit les élections précédentes. Les élections précédentes ayant eu lieu en 2011, la date du scrutin aurait dû être le 6 octobre 2015. Toutefois, la loi prévoit que si les élections ont lieu en même temps qu'une période électorale fédérale, elles peuvent être décalées au troisième mardi du mois d'avril suivant. Des élections fédérales ayant eu lieu en octobre 2015, les élections manitobaines ont donc été décalées à avril 2016.

## Contexte

### Assemblée législative sortante
| Parti | Parti                     | Chef            | Sièges | Sièges |
| Parti | Parti                     | Chef            | 2011   | Diss.  |
| ----- | ------------------------- | --------------- | ------ | ------ |
|       | NPD                       | Greg Selinger   | 37     | 35     |
|       | Progressiste-conservateur | Brian Pallister | 19     | 19     |
|       | Libéral                   | Rana Bokhari    | 1      | 1      |
|       | Sièges vacants            | Sièges vacants  | —      | 2      |

### Campagne électorale
Les trois grands partis ont mené leur campagne sur le thème du changement, puisque les sondages montraient une volonté de changement des gens. La campagne a été unique en politique canadienne, dans le sens que les électeurs basaient leur décision sur le candidat local ou la plateforme du parti, et non sur la performance du chef. Toutefois, dans la plupart des élections au Canada, les électeurs basent leur vote sur l'attitude du chef d'un parti. En fait, les sondages menés au cours de la campagne montraient qu'aucun chef de parti n'était particulièrement apprécié par les électeurs.

## Résultats
| 40 | 14  | 3   |
| PC | NPD | LIB |

| Parti | Parti                     | Chef            | Candidats | Sièges  | Sièges  | Sièges | Sièges | Voix    | Voix   | Voix    |
| Parti | Parti                     | Chef            | Candidats | 2011    | Dissol. | 2016   | +/-    | Voix    | %      | +/-     |
| ----- | ------------------------- | --------------- | --------- | ------- | ------- | ------ | ------ | ------- | ------ | ------- |
|       | Progressiste-conservateur | Brian Pallister | 57        | 19      | 19      | 40     | +21    | 232 915 | 53,10% | +9,39%  |
|       | NPD                       | Greg Selinger   | 57        | 37      | 35      | 14     | -21    | 112 748 | 25,78% | -20,38% |
|       | Libéral                   | Rana Bokhari    | 51        | 1       | 1       | 3      | +2     | 62 973  | 14,40% | +6,88%  |
|       | Vert                      | James Beddome   | 30        | –       | –       | –      | –      | 22 188  | 5,07%  | +2,55%  |
|       | Parti manitobain          | Gary Marshall   | 16        | –       | –       | –      | –      | 4 887   | 1,12%  | n/a     |
|       | Communiste                | Darrell Rankin  | 6         | –       | –       | –      | –      | 305     | 0,07%  | +0,03%  |
|       | Indépendants              | Indépendants    | 4         | –       | –       | –      | –      | 2032    | 0,46%  | +0,41%  |
|       | Vacants                   | Vacants         | Vacants   | Vacants | 2       |        |        |         |        |         |
| Total | Total                     | Total           | 221       | 57      | 57      | 57     |        | 437 348 |        |         |